# Colobothea cincticornis
Colobothea cincticornis là một loài bọ cánh cứng trong họ Cerambycidae.